# Siccia cretata
Siccia cretata là một loài bướm đêm thuộc phân họ Arctiinae, họ Erebidae.